# Aili-Salli Ahde-Kjäldman

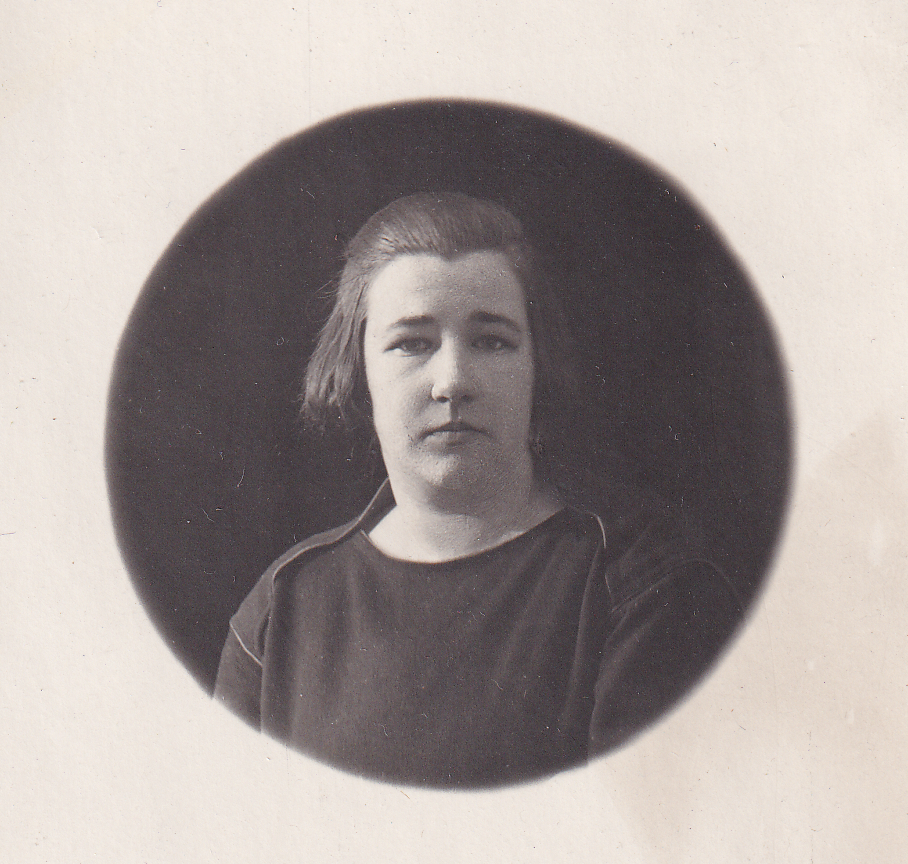
Aili-Salli Ahde 1921

Aili-Salli Ahde-Kjäldman (* 25. Januar 1892 in Helsinki; † 19. Februar 1979 in Helsinki) war eine finnische Architektin und Designerin.

## Leben und Werk
Aili-Salli Ahde war die Tochter von Aline Christine Balthasar und Juho Salomo Ahde (Backberg). Später heiratete sie Helge Rainer Johannes Kjäldman.
Sie immatrikulierte sich 1911 an der Technische Universität Helsinki und machte 1919 ihren Abschluss als Architektin. Danach arbeitete sie als Assistentin von Armas Lindgren. Von 1923 bis 1928 arbeitete sie mit Wivi Lönn zusammen. Parallel führte sie ab 1925 ein Büro für Innenarchitektur und Kunsthandwerk unter dem Namen „AC“ zusammen mit der Architektin und Studienfreundin Salme Setälä-Cornér. Zwischen 1925 und 1928 organisierten beide eine Reihe von Ausstellungen, die neben ihren eigenen Entwürfen auch die Werke anderer junger finnischer Designer präsentierten. Das Büro bestand bis 1928.

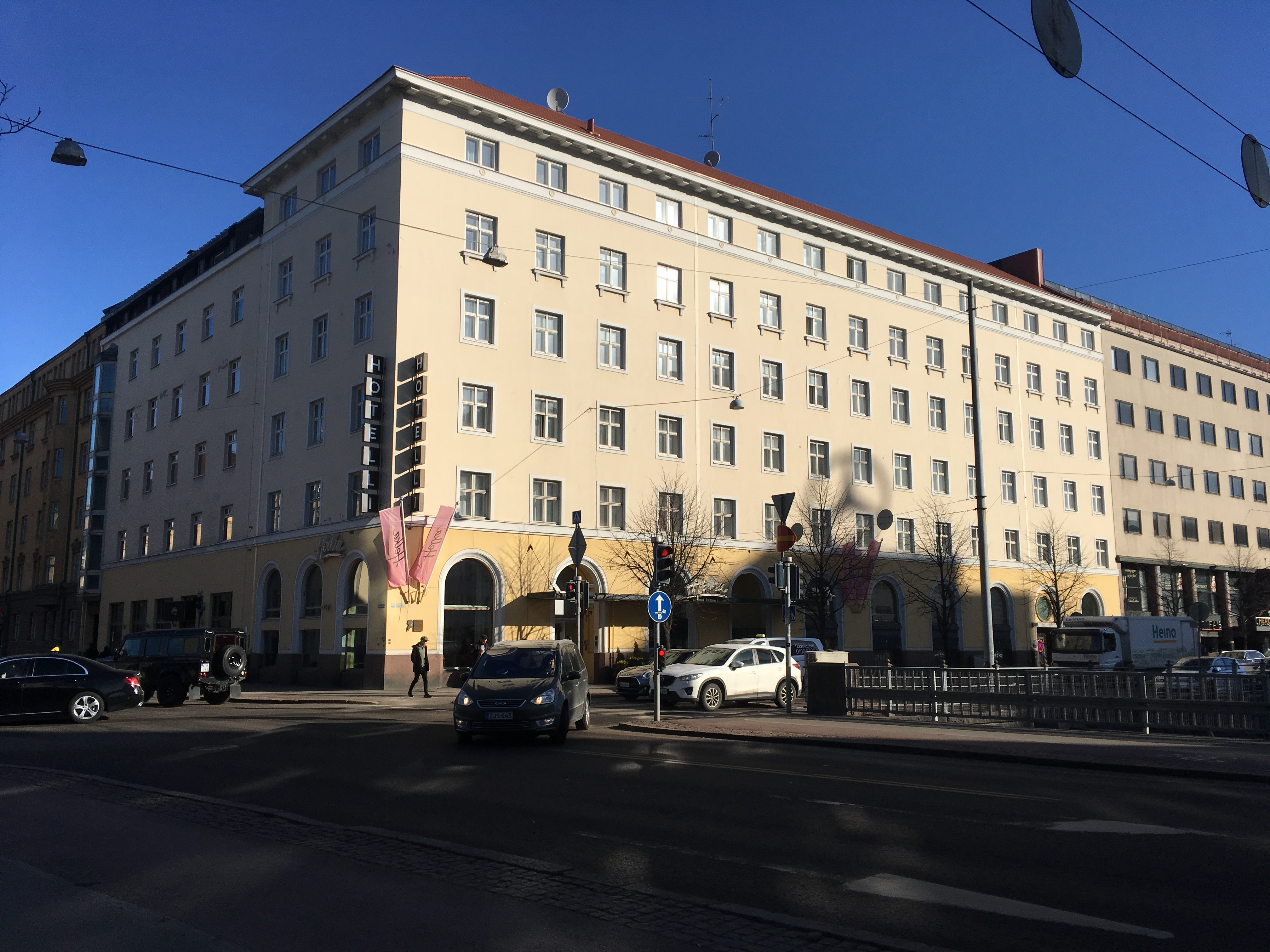
YWCA-Gebäude in Helsinki, heute Hotel Helka

Als Hauptwerk von Aili-Salli Ahde-Kjäldman gilt das Gebäude der Young Women’s Christian Association (YWCA) in Helsinki, das sie zusammen mit Wivi Lönn entwarf und 1928 fertig stellte. Die Inneneinrichtung des eigenen Hauses der Architektin in Helsinki aus dem Jahr 1930 erregte große Aufmerksamkeit. Die Zeitschrift Domus bezeichnete sie als hypermodern.
1933 begann Ahde-Kjäldman, auch als Modedesignerin zu arbeiten. Während der Rezession war sie zu dem Schluss gekommen, dass die Menschen Kleidung benötigen, auch wenn sie nicht bauen. Sie gründete La Robe, ein Salon der bis in die 1950er Jahre bestand.
Sie unternahm Studienreisen nach Italien, Österreich, Deutschland, Frankreich, Spanien und Nordafrika und schrieb mehrere Artikel für Fachzeitschriften.
Eine Gruppe der Studentinnen, die mit Aili-Salli Ahde an der Technischen Universität Helsinki studierten, gründeten den Club Tumstocken als Alternative zu dem von Männern dominierten Polytechnischen Studentenclub. 1942 gründeten sie Architecta als die Vereinigung finnischer Architektinnen. Ahde-Kjäldman war die erste Vorsitzende.
Die Ahde-Kjäldman-Sammlung im Finnischen Architekturmuseum besteht hauptsächlich aus Innenraumzeichnungen.

## Schriften (Auswahl)
- Kotini vuosisadan lopun Helsingissä (Mein Zuhause in Helsinki am Ende des Jahrhunderts), WSOY, 1964 und 1980.